# Cadeo
Cadeo (emilián nyelven La Cadé) település Olaszországban, Emilia-Romagna régióban, Piacenza megyében. Lakosainak száma 5978 fő (2023. január 1.). Cadeo Carpaneto Piacentino, Cortemaggiore, Fiorenzuola d’Arda és Pontenure községekkel határos.

## Népesség
A település népessége az elmúlt években az alábbi módon változott:
| Lakosok száma | 6132 | 6083 | 5978 |
|               | 2017 | 2018 | 2023 |